# 2060-е годы
2060-е (две ты́сячи шестидеся́тые) го́ды по григорианскому календарю — промежуток времени с 1 января 2060 года по 31 декабря 2069 года, включающий 2060 год 6-го десятилетия   и с 2061 по 2069 годы    7-го десятилетия XXI века 3-го тысячелетия.  Они наступят через 35 лет.

## Ожидаемые события

### 2060 год
- 30 апреля — полное солнечное затмение, которое можно будет наблюдать на территории России[1].

### 2061 год
- 20 апреля — полное солнечное затмение, которое можно будет наблюдать на территории России[2].
- 16—17 июня — комета Галлея подойдёт к Земле на минимальное расстояние — ок. 0,35 а. е. (52,3 млн км).[источник не указан 1273 дня]
- 28 июля — комета Галлея достигнет своего перигелия — ближайшей к Солнцу точки. Последний раз это событие произошло 9 февраля 1986 года.

### 2063 год
- 24 августа — полное солнечное затмение[англ.], которое можно будет увидеть на юге Восточной Сибири, в северо-восточном Китае, в Японии и на островах Тихого океана[3].

### 2065 год
- 11 ноября — прохождение Меркурия по диску Солнца[4].
- 22 ноября 12:45 (UTC) — затмение Юпитера Венерой. С Земли это будет очень трудно наблюдать, так как удаление Венеры и Юпитера от Солнца в это время будет всего 7 градусов. Это событие станет первым затмением одной планеты другой после 3 января 1818 года, однако следующее произойдёт менее чем через два года, 15 июля 2067 года.[источник не указан 1273 дня]

### 2067 год
- 15 июля 11:56 (UTC) — затмение Нептуна Меркурием. Это редкое событие будет очень трудно наблюдать с Земли[5].
- Октябрь — радиопослание «Космический зов», отправленное с 70-метрового евпаторийского радиотелескопа в 1999 году в рамках программы послания внеземным цивилизациям, достигнет своей цели — звезды HD 178428.

### 2068 год
- По расчётам учёных, траектория движения астероида Апофис может проходить на опасно близком расстоянии от Земли[6].

### 2069 год
- Ноябрь — радиопослание «Космический зов», отправленное с 70-метрового евпаторийского радиотелескопа в 1999 году в рамках программы послания внеземным цивилизациям, достигнет своей цели — звезды 16 Лебедя.